# Rhynchophorus ferrugineus
Rhynchophórus ferruginéus, червоний пальмовий рінхофорус — вид жуків родини Дріофториди, або ж Трубконосики (Dryophthoridae). Це досить крупна комаха 35 — 50 мм завдовжки. Червоний пальмовий рінхофорус є одним з основних шкідників пальм, зокрема кокосових у тропічних та у багатьох субтропічних місцевостях.

## Назва
Видова назва ferrugineus перекладається як «колір іржавого заліза» (від (лат. ferrum — «залізо»). Типові форми жуків, дійсно, мають тіло червоно-буре, але ця ознака досить мінлива Тому рінхофоруси різних популяцій можуть помітно відрізнятися забарвленням та візерунком верхньої поверхні тіла (аж до того, що трапляються чорні жуки. У минулому через це понад десяток подібних варіантів було описано в якості окремих видів і одержали окремі назви. Ревізії на генетичному рівні підтвердили видову ідентичність різних кольорових форм.
Традиційна назва «червоний пальмовий довгоносик» також є застарілою. Адже жук далеко не завжди буває рудим («червоним») і, до того ж, не є, власне, довгоносиком. Ентомологи дійшли висновку, що його разом із групою споріднених жуків слід розглядати як окрему родину у надродині довгоносикоподібних.

## Зовнішній вигляд
Загалом жуки мають усі ознаки, притаманні роду Rhynchophorus. Докладний опис зовнішньої морфології виду див..

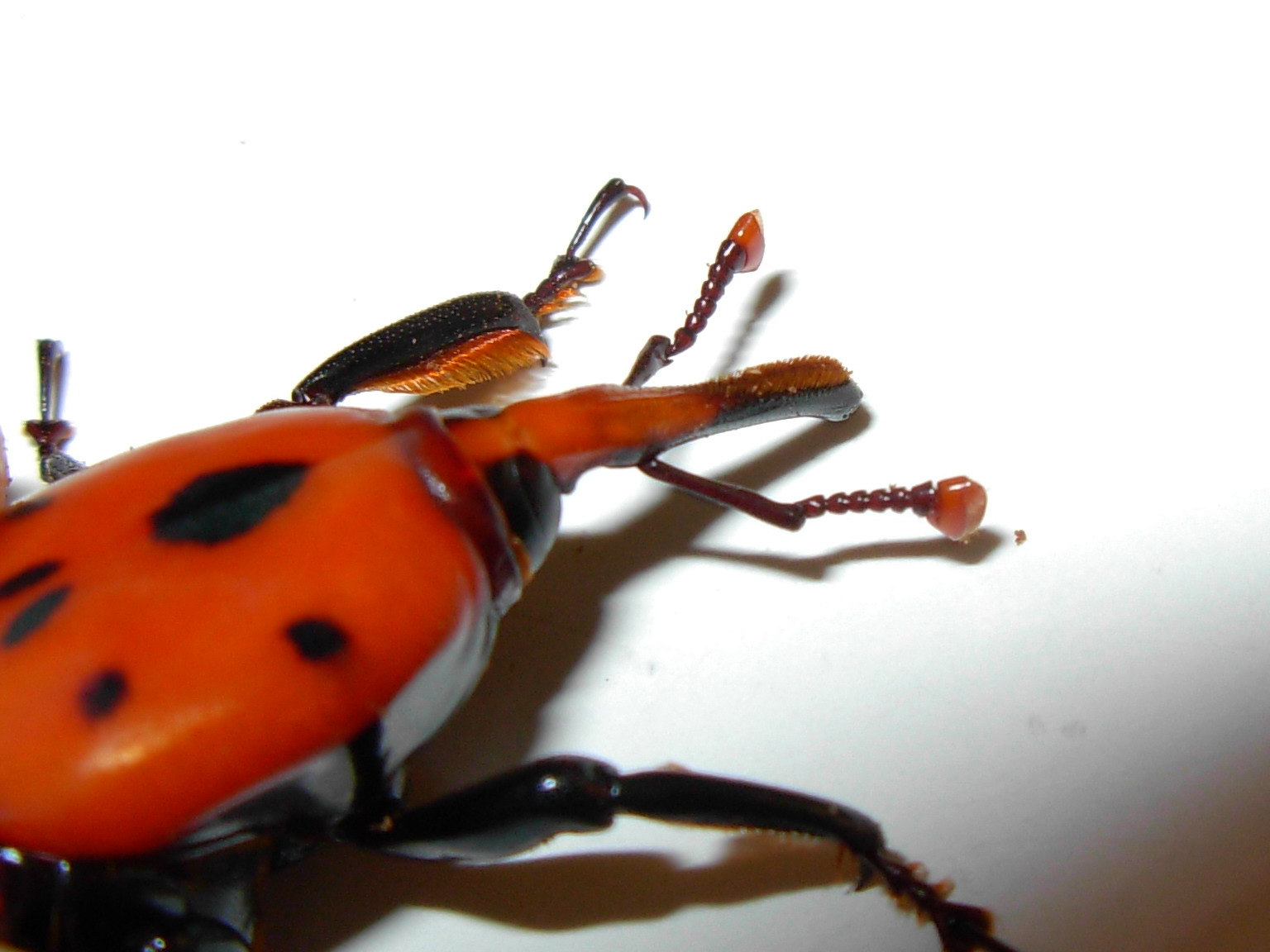
Самці усіх видів роду Rhynchophorus, на відміну від самок, мають густі коротенькі волоски, що вкривають зверху вершину головотрубки (добре видно при максимальному збільшенні фото)

## Спосіб життя
Жуки активні вдень і вночі, хоча більш рухливі вдень. Більшість з них здатна знаходити місця, сприятливі для харчування й розмноження на відстані до 1 км, хоча експерименти показали, що крила дозволяють їм здолати 10 і навіть 50 км за добу. Жуки харчуються молодим листям і пагонами рослин і витримують лише 1 тиждень без іжі. Жуки харчуються тканинами 19 видів пальм. Парування відбувається вдень і вночі, багато разів протягом життя. Тривалість життя жуків складає в середньому два-три місяці. .

### Життєвий цикл
Самка відкладає в середньому 200 яєць. Для цього вона вигризає заглиблення трохи нижче верхівки молодої рослини і біля основи листків. Відкладене яйце вона вкриває краплею густого секрету, який швидко застигає і є захистом для яйця. Воно біле, циліндричне, блискуче, довжиною до 2,5 мм.
Білувато-жовта личинка, яка вилупилася, їсть м'які тканини, бруньки, заглиблюється у серцевину стебла і харчується нею. При цьому личинка вигризає тунель довжиною до 1 м. Вона шість разів линяє. Розвиток її триває в середньому 55 днів.
У тропіках жуки дають до трьох поколінь на рік. Загалом цикл розвитку від яйця до появи активного імаго нового покоління триває 100—130 днів.

## Географічне поширення
Популяції червоного пальмового рінхофоруса початково були зосереджені у Південно-Східній та Південній Азії, від Пакистану до Тайваню та Індонезії. Розселенню жуків сприяє їх здатність літати (див. вище). Чимало їх розселяється всередині або на поверхні стовбурів, які впали у воду і дрейфують в океані, поки не натраплять на суходіл.
Починаючи з 1980-х років, вид інтенсивно розселюється, завдячуючи необачній діяльності людини. Він є єдиним представником роду у Палеарктиці. Жуки зареєстровані у Португалії, Іспанії, Франції, Італії, Греції, на Мальті, a також в Південній Африці, в Туреччині, Саудівській Аравії, на Близькому Сході, більшій частині території Китаю, а також в Албанії. Жуки потрапили до островів Карибського моря. У 2014 році вони з'явилися на пальмах чорноморського узбережжя Росії.

## Значення у природі та житті людини

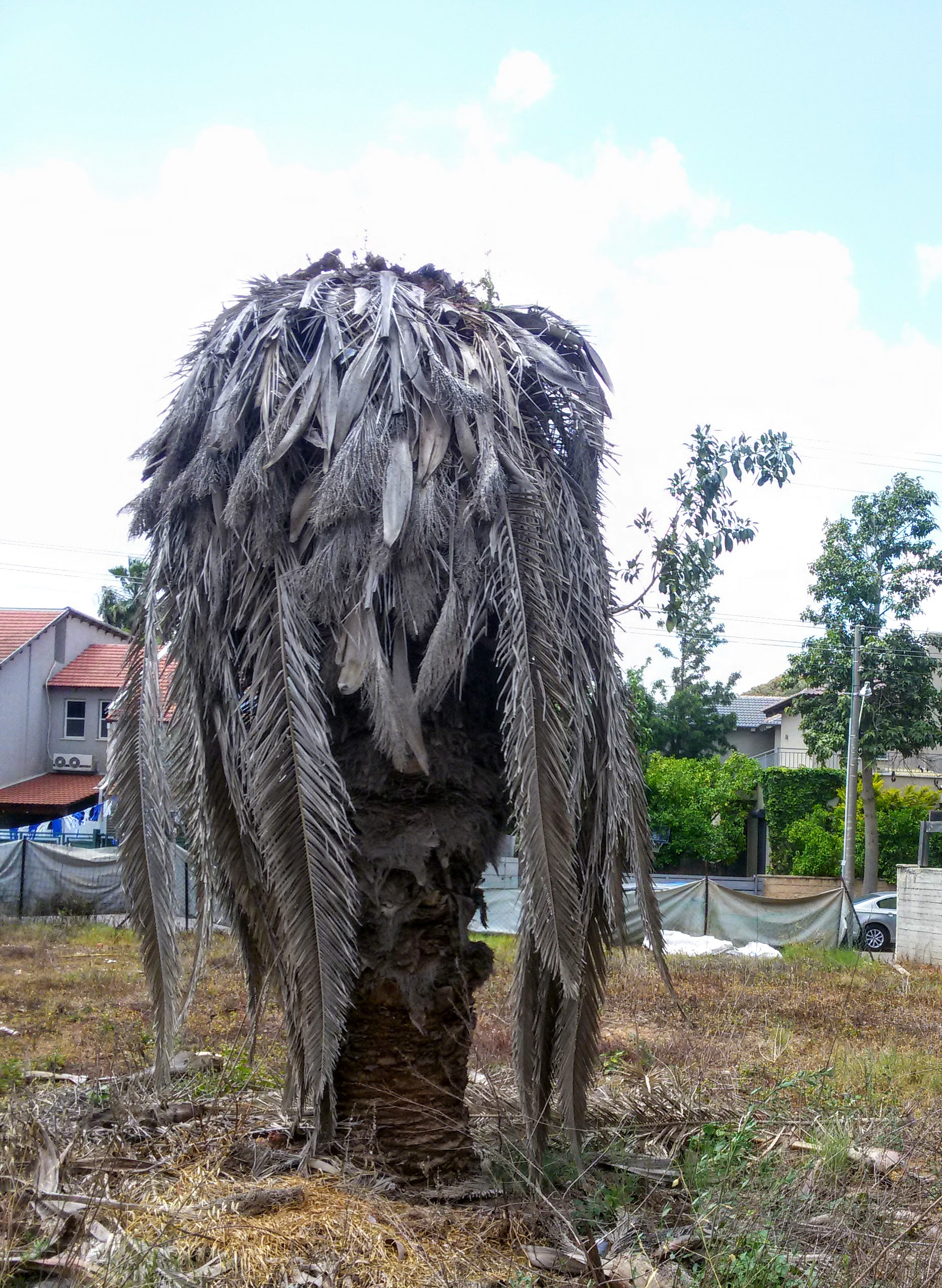
Пальма фінік їстівний (Phoenix dactylifera), що засохла внаслідок пошкодження червоним рінхофорусом. Кфар-Сава, Ізраїль

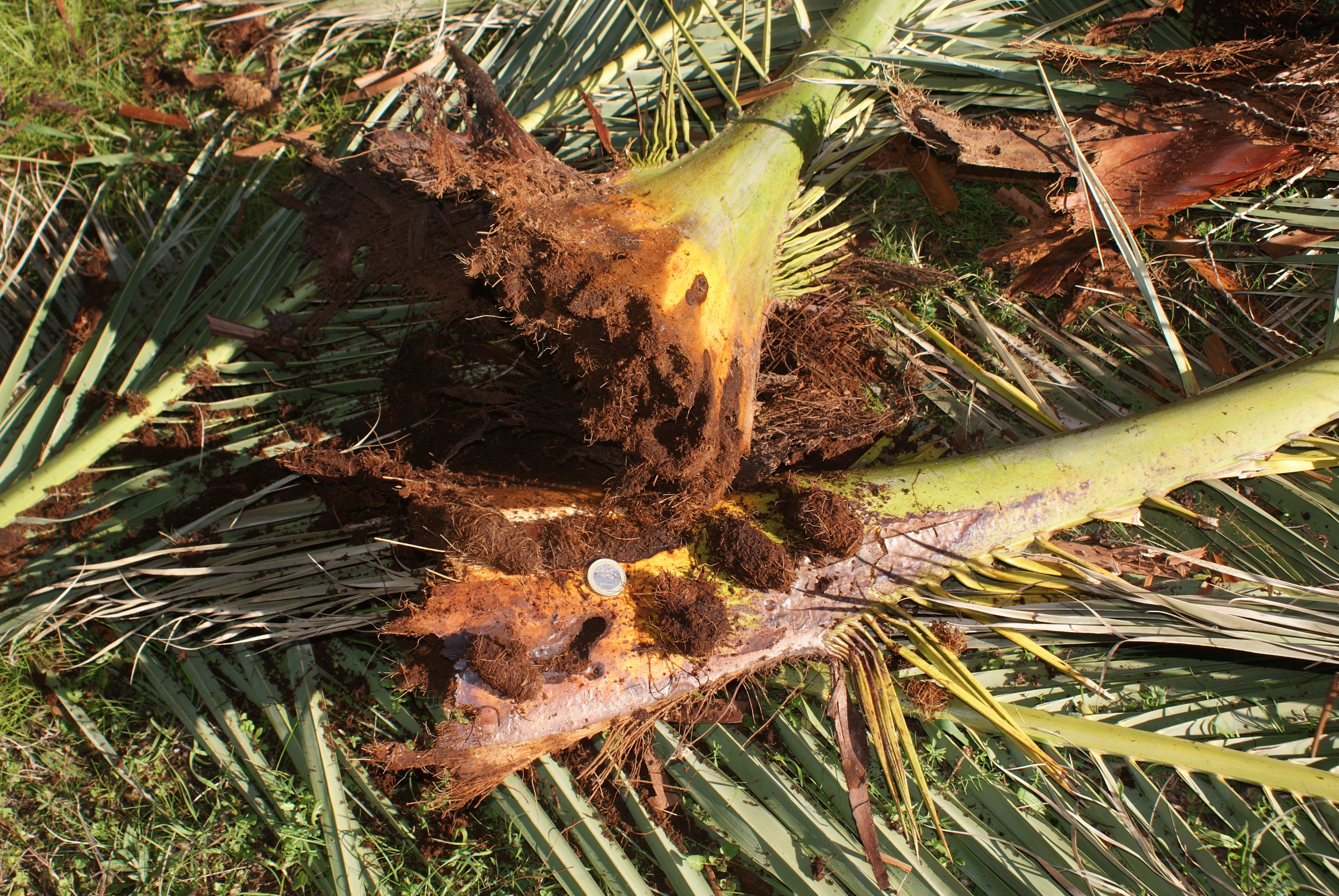
Опалі листки канарської фінікової пальми (Phoenix canariensis), черешки яких в основі вщент вигризані личинками рінхофоруса

Жуки є важливою ланкою колообігу речовин у природних екосистемах. Зокрема, в дикій природі вони уражають, головним чином, рослини, тканини яких почали гнити або всихати. Тож, комахи пришвидшують мінералізацію рослинних тканин, що гинуть.
Діяльність комах, особливо, личинок, знижує плодючість і прискорює загибель дерев. Коли чисельність і щільність популяції жуків досить висока, вони завдають економічно відчутної шкоди плантаціям пальм. В уражених рослин ламаються черешки і верхівки, листки й пагони всихають. Крім того, рінхофорус є переносником червів нематод, що є збудниками пальмових хвороб. Вживання заходів боротьби з шкідником утруднюється тим, що зовнішні ознаки присутності личинок у рослинних тканинах стають помітними досить пізно. Зрештою, чималих збитків зазнає сільське господарство і декоративні насадження.
З огляду на це червоного рінхофоруса віднесено до карантинних шкідників. Карантинні заходи особливо актуальні для країн, що імпортують тропічні плоди, деревину та продукцію з пальмової сировини. Проникненню жука до Іспанії сприяла масова забудова курортної зони на середземноморському узбережжі. Для озеленення тут широко використовували завезені з Єгипту молоді пальми, серед яких траплялися й уражені шкідником.

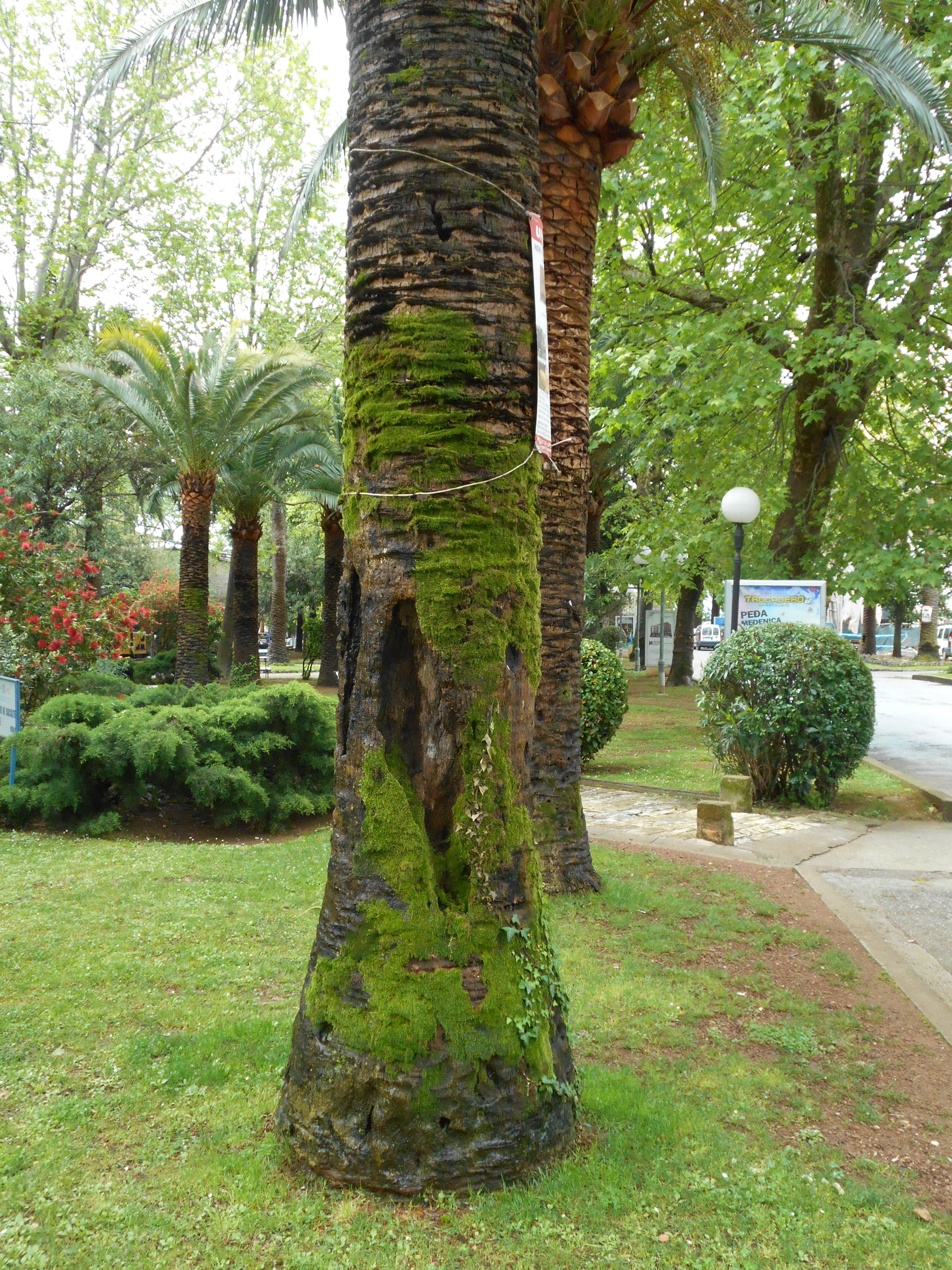
Стовбур дерева пошкодженої пальми
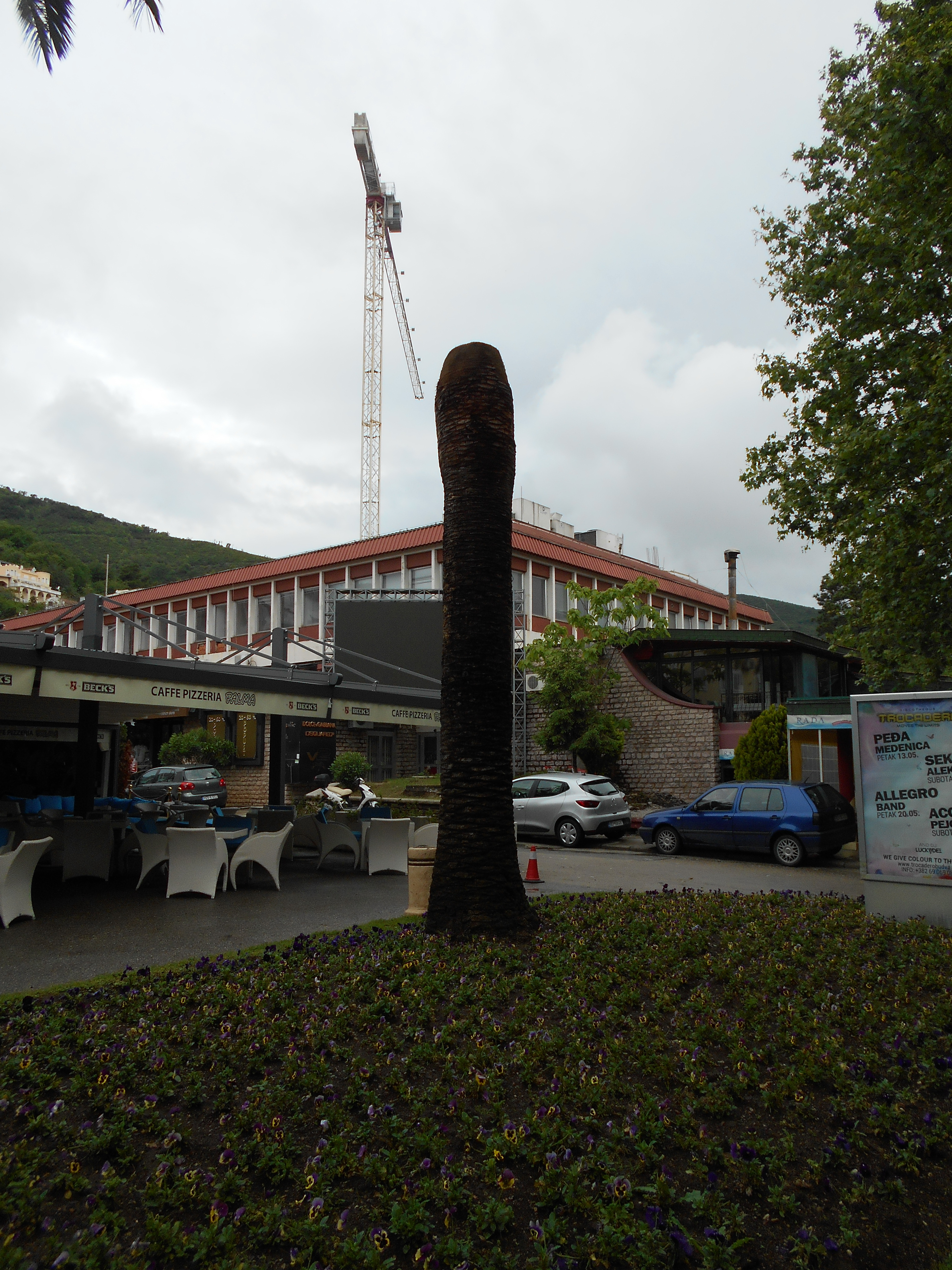
Повністю знищена пальма
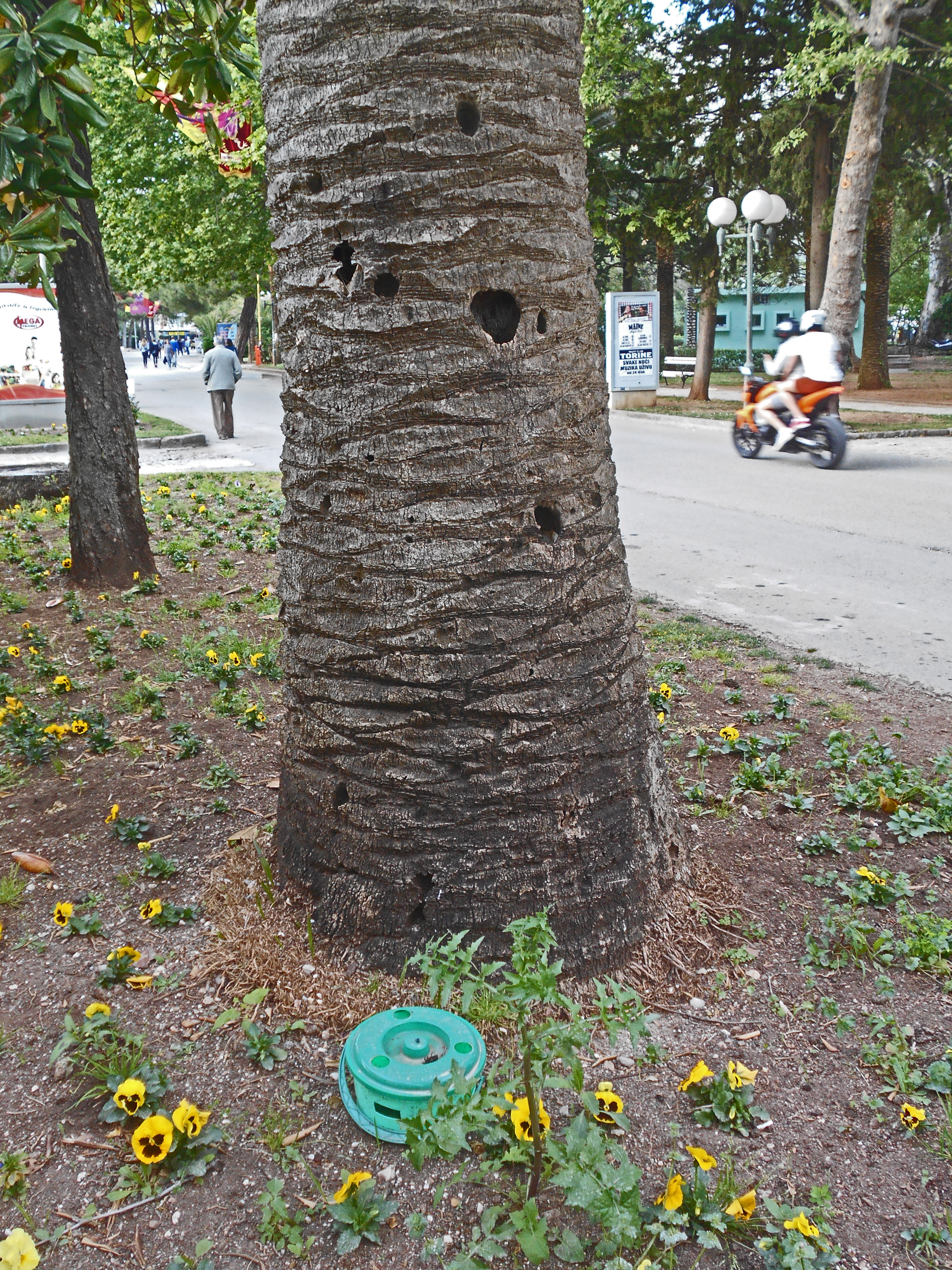
Пастки для червоного пальмового рінхофоруса
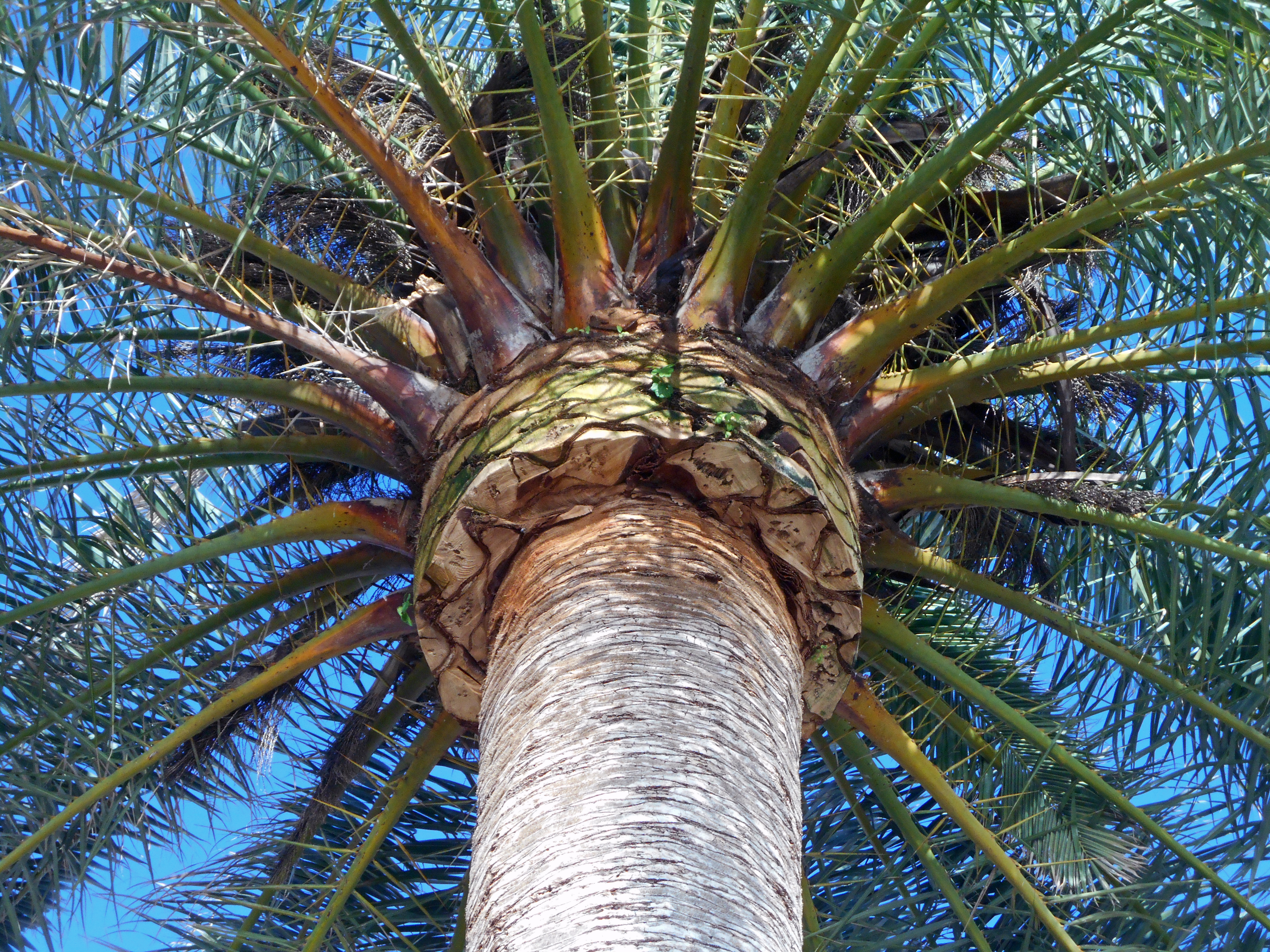
Вичісування м’яких залишків листя зі стовбура - засіб боротьби з комахою
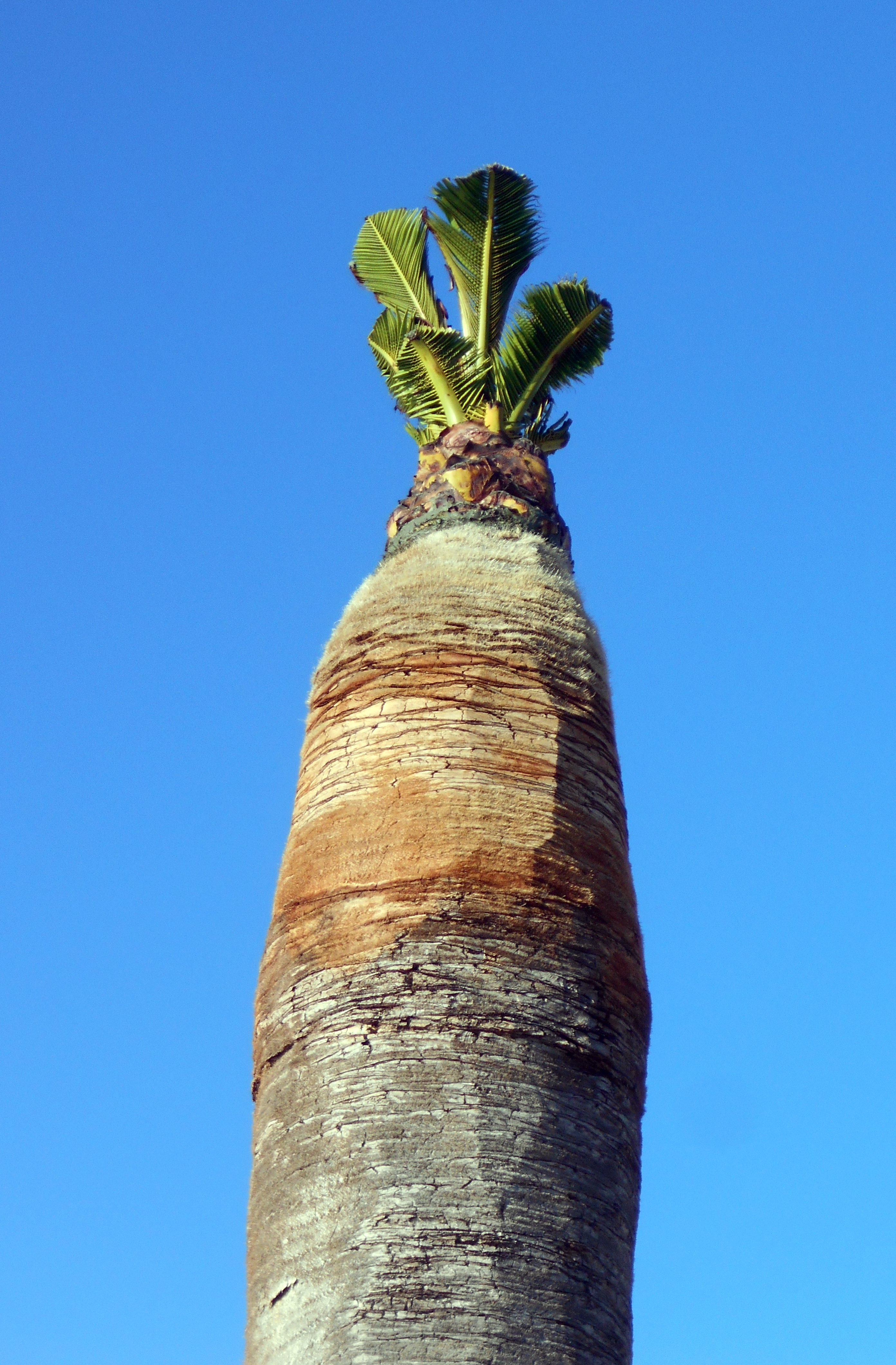
Відновлена пальма

Туземне населення Південно-Східної Азії, Індонезії та Нової Гвінеї вживає личинок рінхофорусів у їжу як джерело харчового білку і як своєрідний делікатес. Личинок їдять сирими, пропареними, смаженими, із рисом, соусами, як складову салатів. Кажуть, що у сирому вигляді ця їжа нагадує якийсь крем, а після кулінарної обробки — м'ясо або бекон. Тубільці Нової Гвінеї готують страви з личинок лише у певних урочистих випадках.